# Suzy Willy
Suzy Willy, née Suzanne Marie Fadet le 1er mai 1895 à Montereau-Fault-Yonne (Seine-et-Marne) et morte le 16 octobre 1981 à Paris 15e, est une actrice française.

## Filmographie
- 1945 : Monsieur Grégoire s'évade de Jacques Daniel-Norman
- 1947 : Une aventure de Polop de Walter Kapps (court métrage)
- 1949 : Une nuit de noces de René Jayet
- 1951 : Les Vacances de monsieur Hulot de Jacques Tati : La femme du commandant
- 1952 : Des quintuplés au pensionnat de René Jayet
- 1953 : Maternité clandestine de Jean Gourguet : Marie, la matrone
- 1953 : Quand tu liras cette lettre de Jean-Pierre Melville : Mme Gobet
- 1955 : Les Premiers Outrages de Jean Gourguet
- 1955 : Razzia sur la chnouf d'Henri Decoin : La patronne du restaurant
- 1956 : Je reviendrai à Kandara de Victor Vicas
- 1960 : La Vérité d'Henri-Georges Clouzot : Mme Marceau
- 1961 : La Traversée de la Loire de Jean Gourguet